# Dan zvijeri (1995.)
Dan zvijeri (špa. El día de la Bestia) je španjolska crna komedija iz 1995. godine koju je režirao Álex de la Iglesia sa Santiagom Segurom i Álexom Angulom u naslovnim ulogama. Film je dobio 6 nagrada Goya, a radi se o svećeniku koji pokušava spriječiti rođenje Nečastivog i Apokalipsu.

## Radnja
Baskijski katolički svećenik Ángel Berriartúa (Álex Angulo) nakon dugogodišnjeg proučavanja biblijskih tekstova dolazi do zastrašujuće spoznaje. Otkrio je da će se rođenje Nečastivog dogoditi na Božić u Madridu, nakon čega će uslijediti kraj svijeta. Odlučan da spriječi rođenje Antikrista Ángel odlazi u Madrid i tamo čini sve moguće grijehe kako bi se približio vragu i zaustavio nadolazeću Apokalipsu.
Slijedeći znakove koji ga vode na putu do mjesta rođenja, nailazi na glazbenu trgovinu u kojoj radi šašavi heavymetalac José María (Santiago Segura) i okultnu televizijsku emisiju Zona mraka koju vodi profesor Kavan (Armando De Razza). Ángel i José María otimaju profesora Kavana i prisiljavaju ga da zajedno naprave ritual prizivanja Antikrista.
Nakon "uspjelog" rituala i niza bizarnih situacija neobični trio pronalazi mjesto rođenja Nečastivog i "spašava" svijet od Apokalipse.

## Glumci
- Álex Angulo kao Otac Ángel Berriartúa
- Santiago Segura kao José María
- Armando De Razza kao Profesor Cavan
- Terele Pávez kao Rosario
- Nathalie Seseña kao Mina
- Maria Grazia Cucinotta kao Susana

## Reakcije

### Kritike
| „             | "Film je prepun apsurdnih situacija, a De la Iglesia vizualno priča kao da se nalazi usred duhovitog stripa, radnja se odigrava tečno, bez iritirajućeg treptanja." | ” |
| — Adam Lippe, | |   |

| „                  | "Jedna od ključnih razlika između filmske industrije u Americi i Španjolskoj: Amerika ne bi nikada nagradila horor komediju s višestrukim Oscarom, pa čak ni nominacijom." | ” |
| — Michael Dequina, | |   |

| „               | "Njegova blago bogohulna tematika, slabi specijalni efekti, a na trenutke i mračna priča teško će ga igdje prodati mainstream publici." | ” |
| — Daniel Eagan, | |   |

### Nagrade i nominacije
Film je osvojio nagrade Goya za najboljeg redatelja (Álex de la Iglesia), najboljeg mladog glumca (Santiago Segura),  najbolju scenografiju, najbolju šminku, najbolju montažu zvuka i najbolje specijalne efekte.

## Vanjske poveznice
- Dan zvijeri u internetskoj bazi filmova IMDb-a
- Rottentomatoes.com
- Filmski.net  Arhivirana inačica izvorne stranice od 8. studenoga 2011. (Wayback Machine)